# It Began on the Clyde
 (juillet 2025).
Pour plus de détails, voir Fiche technique et Distribution.
It Began on the Clyde est un court métrage documentaire britannique réalisé par Ken Annakin, sorti en 1946.

## Synopsis
Ce documentaire montre les conditions de travail dans la région du Ayrshire, près de Glasgow et comment l'hôpital de Ballochmyle a aidé à les améliorer. 

## Fiche technique
- Titre original : It Began on the Clyde
- Réalisation : Ken Annakin
- Scénario : Brian Smith
- Photographie : Charles Marlborough
- Montage : Peter Graham Scott
- Production : Ralph Keene
- Société de production : Greenpark Productions, Film Producers Guild, sous l'égide du Ministère de l'Information et du Département de la santé pour l'Écosse
- Société de distribution : Verity
- Pays d'origine :  Royaume-Uni
- Langue originale : anglais
- Format : Noir et blanc  — 16 mm — 1,37:1 — son mono
- Genre : court métrage documentaire
- Durée : 14 minutes
- Dates de sortie : Royaume-Uni : 1946

## Distribution
- Molly Weir (en)